# Congettura di Legendre
La congettura di Legendre, da Adrien-Marie Legendre, afferma che esiste sempre un numero primo compreso fra {\displaystyle n^{2}} ed {\displaystyle (n+1)^{2}}. Questa congettura fa parte dei problemi di Landau e, fino ad oggi, non è stata dimostrata.
Nel 1965 Chen Jingrun dimostrò che esiste sempre un numero compreso fra {\displaystyle n^{2}} ed {\displaystyle (n+1)^{2}} che sia un primo o un semiprimo, ossia il prodotto di due primi. Inoltre, è noto che esiste sempre un numero primo fra {\displaystyle n-n^{\theta }} ed {\displaystyle n}, con {\displaystyle \theta =23/42=0,547...} (dimostrato da J. Iwaniec e H. Pintz nel 1984).
La sequenza dei più piccoli primi compresi fra {\displaystyle n^{2}} ed {\displaystyle (n+1)^{2}} è 2, 5, 11, 17, 29, 37, 53, 67, 83, 101, 127, 149, 173, 197, 227, 257, 293, 331, 367, 401, ... .
La sequenza del numero di primi compresi fra {\displaystyle n^{2}} ed {\displaystyle (n+1)^{2}} è 2, 2, 2, 3, 2, 4, 3, 4, 3, 5, 4, 5, 5, 4, 6, 7, 5, 6, 6, 7, 7, 7, 6, 9, ... .